# ウィルキンソンタンサン鉱泉宝塚工場
ウィルキンソンタンサン鉱泉宝塚工場（ウィルキンソンタンサンこうせんたからづかこうじょう）は、かつて兵庫県西宮市塩瀬町生瀬に所在した工場。ウィルキンソン タンサンをはじめとする炭酸飲料ブランド「ウィルキンソン」を製造していた。1904年（明治37年）操業開始。1995年（平成7年）10月解体。建物は、白色の壁に赤色の木骨を露出させたハーフティンバー様式で建てられていた。『西宮市史』は、この工場は日本を代表する炭酸水工場であったとしている。神戸大学建築史研究室は、工場の建物が貴重な産業遺産であるとの報告を1994年（平成6年）に行っている。工場敷地の主要な地番は、兵庫県西宮市塩瀬町生瀬216番。
クリフォード・ウィルキンソン・タンサン鉱泉宝塚工場（クリフォード・ウヰルキンソン・タンサン鉱泉宝塚工場）、ウィルキンソンタンサン宝塚工場（ウヰルキンソンタンサン宝塚工場）、ウィルキンソン炭酸工場（ウィルキンソンタンサン工場）、ウィルキンソン生瀬工場、生瀬工場、宝塚工場とも呼称・表記される。

## 由来

### 前史
1889年（明治22年）ごろ、神戸に住んでいたイギリス人、ジョン・クリフォード・ウィルキンソン (John Clifford Wilkinson) が狩猟の途中で、兵庫県武庫郡良元村（現在の宝塚市）の武庫川の右岸に位置する谷の崖下において炭酸水が湧き出る炭酸源泉を発見した。これはウィルキンソン タンサンをはじめとする、現在アサヒ飲料が製造・販売するブランド「ウィルキンソン」のルーツである。ウィルキンソンが発見した炭酸源泉は、宝塚温泉場の敷地の中に存在した。
彼が炭酸水をロンドンの分析機関に送って分析官のクレートンおよび博士のアーサー・ハサルに成分分析を依頼したところ、質の良い食卓用のミネラルウォーターであるとの分析結果が得られた。このため、ウィルキンソンは炭酸水を売り出すことを決意し、同源泉より山側へすぐの紅葉谷（もみじだに）に炭酸水の瓶詰めを行う工場を設けた。この工場は紅葉谷工場と呼ばれる、彼が初めて設けた工場であり、1890年（明治23年）より炭酸水の瓶詰めおよび販売を開始している。
商品名は、当初は「宝塚ミネラルウォーター」(TAKARADZUKA MINERAL WATER) であったが、1893年（明治26年）に「タンサン」(TANSAN) に改められた。1892年（明治25年）ごろには、薬効水 “TAKARADZUKA MEDICINAL WATER” の発売も開始した。これは1893年（明治26年）ごろに「仁王水」(NIWO) に改称された。瓶詰めに必要な設備のすべては、イギリスから取り寄せられたと伝えられている。
工場は、瓶詰め場のほか事務所、製品倉庫などから構成されていた。工場建物は2階建てと1階建ての2つの家屋であり、いずれも壁を真壁で仕上げ、周囲に縁側を巡らせた和風の建築物であった。郷土史家の鈴木博は、紅葉谷工場の所在した場所が湯本町10付近であることを突き止めた。この場所には、戦後は毎日新聞健康保険組合宝塚荘が建っており、現在は戸建て住宅が建ち並んでいる。イギリスの図版入り週刊誌『ザ・スケッチ』の1899年7月12日号には、同工場を写した写真が載せられている。同誌によると炭酸水は、宝塚から最も近い貿易港である神戸まで荷牛車で運搬されていた。

### 宝塚工場

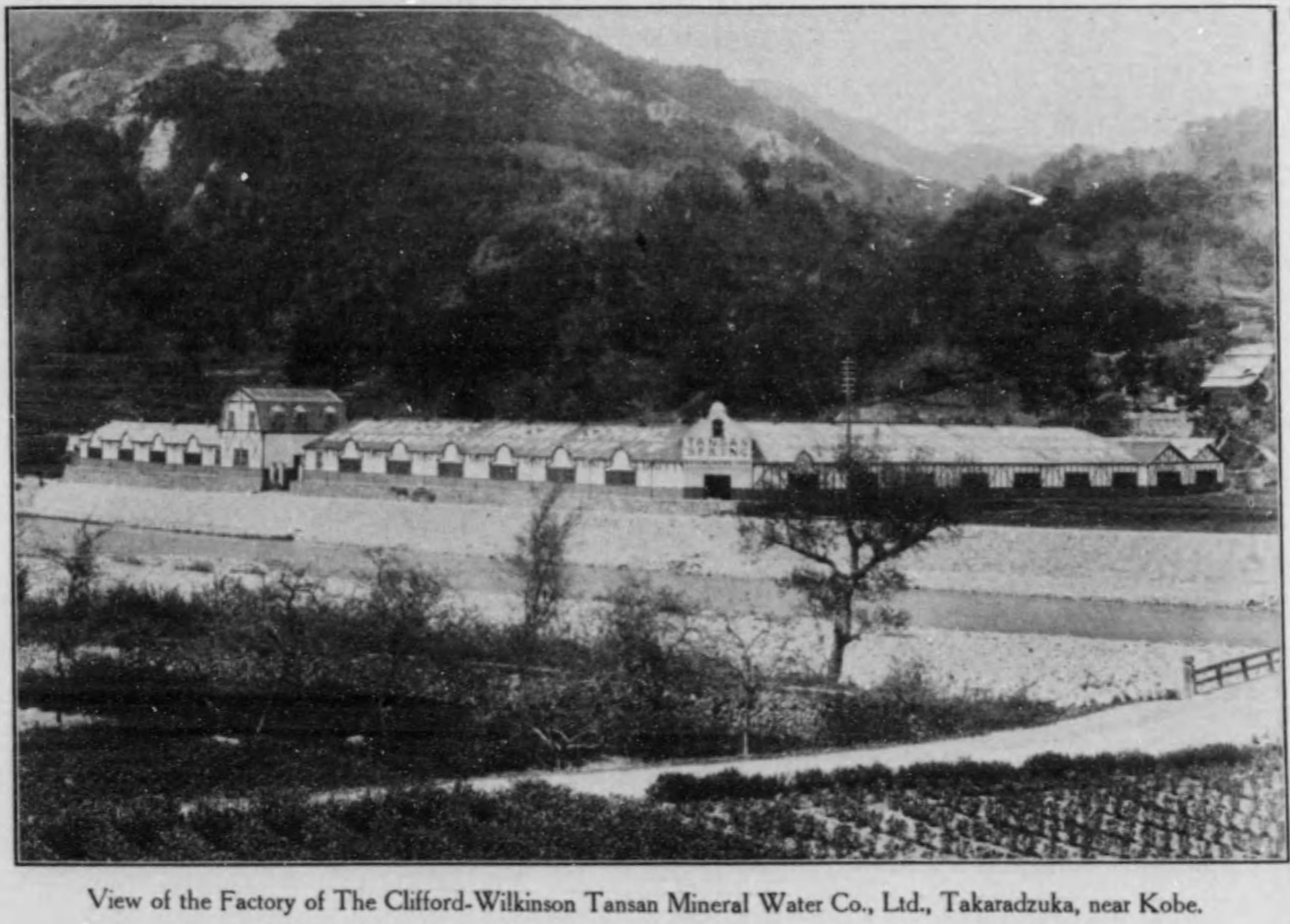
川田友之編『近畿大観』（1915年）に掲載された工場の外観

1904年（明治37年）の夏に、紅葉谷地区から武庫川沿いにおよそ1.5キロメートルほど上ったところにある兵庫県有馬郡塩瀬村生瀬（現在の兵庫県西宮市塩瀬町生瀬 - 生瀬武庫川町）に工場が移転され、その年のうちに操業が開始された。移転の理由は、炭酸水の売り上げが好調に推移し、明治30年代の中頃に宝塚温泉場の炭酸源泉が枯渇してきたためであり、また紅葉谷工場の敷地が狭あいで生産の規模を拡大させるのが困難であったためであるとされる。
生瀬の工場は「宝塚工場」と呼ばれた。敷地は生瀬橋の近傍にあたる。神戸大学の足立裕司は、濾過施設が建設されたのが明治20年代であり、工場全体が完成したのは1905年（明治38年）ごろではないだろうかとの見方を示している。古い写真から工場敷地の北側には田んぼが広がっていたことがわかっている。また工場が建設された後に武庫川右岸の土手の護岸工事が実施された跡が残っている。こうしたことから建築史家の川島智生は、工場建設前、この場所の大部分には田んぼが整備されていたのではないかとの見方を示している。宝塚工場の建物は、1898年（明治31年）時点で武庫川沿いの有馬口駅（現、生瀬駅）まで開通していた国鉄福知山線（現在のJR西日本福知山線）を運行する電車の乗客が窓から見ることを意識して設計されたとみられる。
生瀬地区の炭酸水は、ラドンを52.676マッヘ含有する放射能泉である。『西宮市史』は、このことが好評を得たゆえんであろうとしている。泉温は13.5℃であり、泉源の地質は花崗岩である。またこの炭酸水は、紅葉谷地区のそれとは異なり、炭酸ガスの含有量が低かったため、人工の炭酸ガスが添加された。
1915年（大正4年）刊行の倉島謙著『清涼飲料水之新研究』によると、ウィルキンソン タンサンは東京の帝国ホテルや横浜のオリエンタル・ホテルなどのホテル、英国大使館などの公館のほか、日本郵船などで利用されていた。また1902年（明治35年）から1912年（大正元年）にかけての清涼飲料水の輸出量の99パーセントがウィルキンソンの炭酸水によって占められていた。こうしたことから鈴木は、ウィルキンソン タンサンが日本における代表的なミネラルウォーターであったとしている。製造された製品は「ウヰルキンソン タンサン」と名付けられ、日本だけでなく海外でも販売された。1904年（明治37年）10月の時点における宝塚工場の従業員数は、およそ100人であった。
ウィルキンソンは1904年（明治37年）10月に、ザ・クリフォード＝ウィルキンソン・タンサン・ミネラルウォーター (The Clifford-Wilkinson Tansan Mineral Water Co., Ltd.) を香港に設立し、その日本支社を神戸の外国人居留地の京町82番に置いた。同社の日本における名称はウィルキンソンタンサン鉱泉であった。同社は第二次世界大戦が始まる前に最盛期を迎え、その頃の従業員数は700 - 800人にのぼったという。
第二次大戦が始まると、経営者がイギリス人であるという理由で宝塚工場は接収され、1943年（昭和18年）からは川西航空機が軍需物資を生産するためにこの工場を使っていた。戦争が終わると接収が解除された。1950年（昭和25年）には、アメリカ合衆国の食品メーカー、ゼネラルフーズと技術面で提携関係を結び、同社が特許権を保有していたオレンジジュース「バャリース・オレンヂ」の製造も開始した。1952年（昭和27年）2月の時点における宝塚工場の従業員数は、145人であった。
1983年（昭和58年）には、生瀬の炭酸泉源および商標が朝日麦酒（現、アサヒビール）に売却され、宝塚工場の経営が朝日麦酒に移行した。炭酸水の湧出量が少なくなってきたことなどが原因で、1990年（平成2年）に宝塚工場は閉鎖された。その後、工場の敷地はカネボウ不動産（現、ベルエステート）、ジェイアール西日本不動産（現、ジェイアール西日本不動産開発）、東洋不動産および長谷工コーポレーションの4社からなる、高層マンション開発のための共同事業体に譲り渡された。
開発事業のあらましが明るみに出ると、開発に対する反対運動が起き、大阪府堺市に事務局を設置する明治建築研究会や地元自治会の参加者らは西宮市に対して工場の保存の要請を行った。しかしながら、地価が極めて高額であったために保存の要請は退けられた。神戸大学建築史研究室は、工場の解体に伴って調査を行い、報告書を作成するよう西宮市から依頼を受けた。

### 解体とその後
1994年（平成6年）6月24日および翌25日に行われた緊急調査では、建物の概略および資料などが調査され、同年9月23日から10月1日にかけては、実測調査が行われた。1995年（平成7年）1月17日に発生した阪神・淡路大震災の影響で技師住宅の煙突が落下し屋根が破損したが、そのほかは工場棟のトラスが部分的に外れたり事務所棟の内壁にひび割れが生じるなどの軽微な被害にとどまった。同年4月から10月にかけて解体調査が解体工事の進行中に断続的に実施された。同年10月中旬、解体工事が終了した。工場が建っていた敷地には、高層マンション「セルヴィオ宝塚」計5棟が長谷工コーポレーションによって建設された。

## 施設

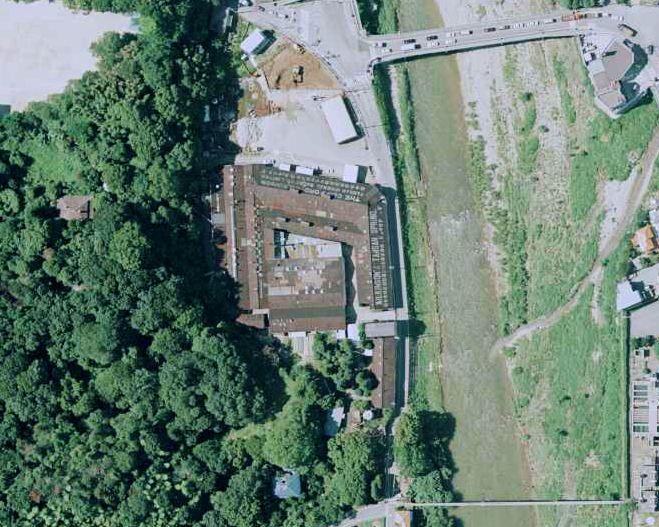
ウィルキンソンタンサン鉱泉宝塚工場周辺の空中写真。解体直前の1995年7月10日撮影の画像を使用作成。
。

宝塚工場の建築については、戦後に作成されたとみられる「ウィルキンソンタンサン鉱泉株式会社生瀬工場建物配置図」や大正時代に撮影された写真のほか、ウィルキンソン記念館が所蔵する、解体直前の状態を表現した模型などから知ることができる。工場の敷地面積は、およそ4万2500平方メートル。建築面積は、およそ6600平方メートルであった。当時は宝塚に所在し、現在は尼崎に拠点を置く橋本組が施工を担当した。工場は、ほぼすべての建物が白色の壁に赤色の木骨を露出させたハーフティンバー様式となっているという特徴をもっていた。イギリスでは、壁を白色と赤色で彩ることは温泉の象徴と言い伝えられている。
武庫川に平行する兵庫県道337号生瀬門戸荘線に沿って南北に伸びる東棟と、その北端から西へ伸びる北棟がL字をなして建っていた。建築当初はL字の角にあたる部分に製品の搬出口が設けられていた。L字の内側に別の3つの棟が建っており、それらとはまた別に工場西側に伸びる段丘に並行する形で3つの棟が建っていた。
西側の段丘に沿う3棟のうち、西端の棟には、北から順に王冠洗浄室、鍛冶室、調合室、研究室、硫酸・カルシウム倉庫が設けられており、残りの2棟は瓶洗い作業場であり、ともに梁間距離は909.5センチメートルであった。カルシウムを硫酸に加えて発生する炭酸ガスを湧出水に添加していたことがうかがえる。東棟のすぐ南の建物は事務所棟であり、その南側には北から順に原料品倉庫、箱板倉庫、住居が並んでいた。
ほとんどの建物は1階建てであったが、事務所棟および搬出口棟は2階建てであった。東棟の屋根には “WILKINSON'S TANSAN SPRING”、搬出口棟正面の外壁の2階部分には “TANSAN SPRING” との文字が白色でペインティングされていた。この屋根への表記は、工場を写した最も古い写真でも確認されている。
この工場では次のような製品が製造されていた。
- ウィルキンソン タンサン
- ウィルキンソン レモネード
- ウィルキンソン ジンジャエール
- ウィルキンソン ドライジンジャエール
- ウィルキンソン トニック
- バヤリース オレンジ
- バヤリース グレープ
- バヤリース パインエード

1915年（大正4年）に大観社より出版された川田友之編『近畿大観』には、宝塚工場に関する次のような記述があり、空気が清澄な山の中にあるために空気を消毒したり濾過する必要がないことや、炭酸水を濾過する工程が複数の段階にわたっていることを特徴として挙げている。
其飲料水の源泉地の空氣高燥にして山静に天然の湧水澄清にして而かも其噴水は更に五段の濾過器を通じて瓦斯機關に於て炭酸瓦斯を溶解し百二十度の熱湯により洗滌したる後初めて空壜に注入さるゝ事なれば他會社の如く源泉の濾過に先ちて空氣を濾過するの炊錯なく又紫光線を以て空氣を消毒する必要なきは本社製品の特長たり、然り濾過の充分なる事は毫も泥臭を有せざるを以て証し細菌尠くして衛生的の模範優良炭酸水の名ある所以を知るに足る—「ウィルキンソン、タンサン鑛泉會社」、『近畿大観』、1915年6月

### 工場棟

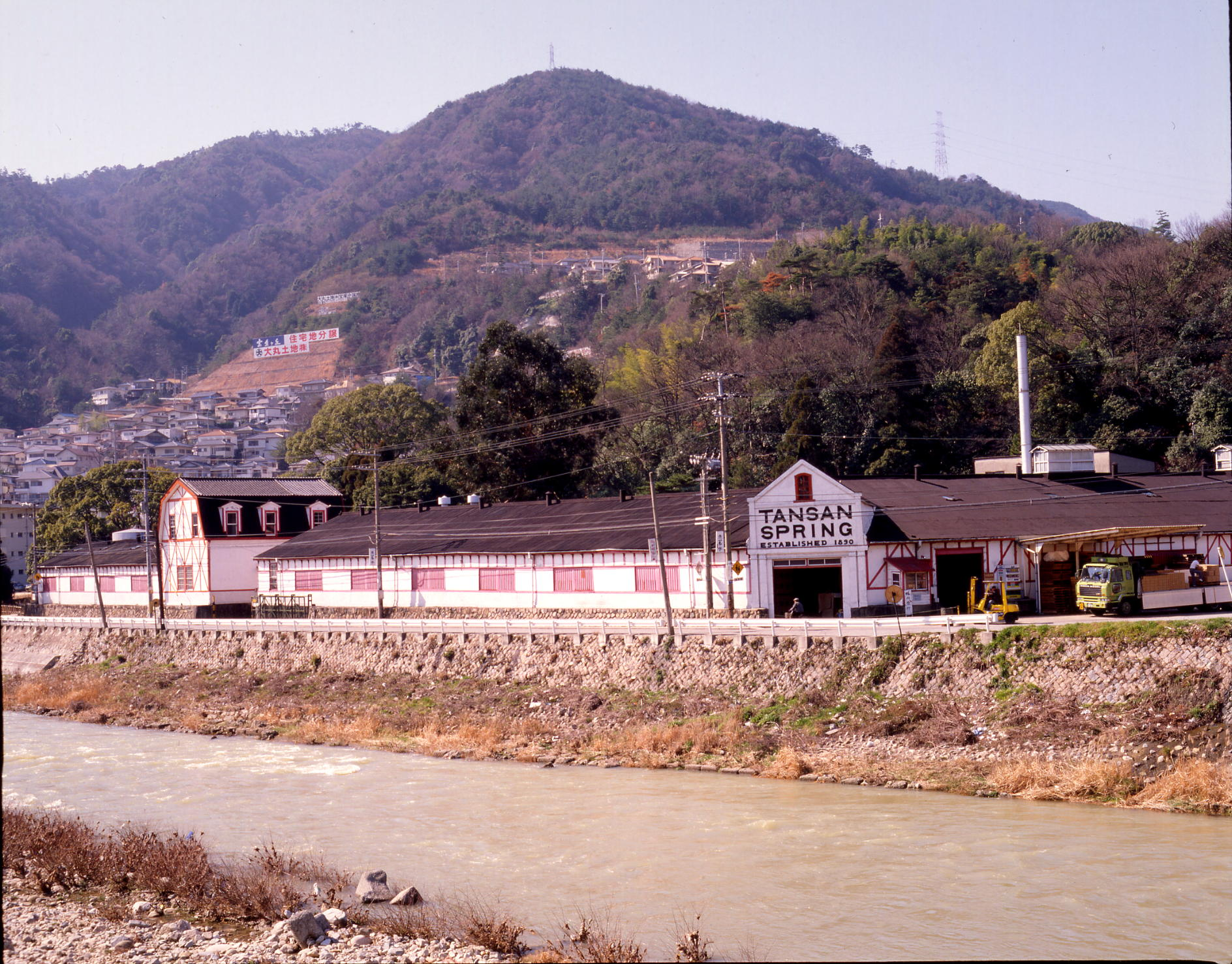
工場全景。出典：「にしのみやデジタルアーカイブ」（西宮市）

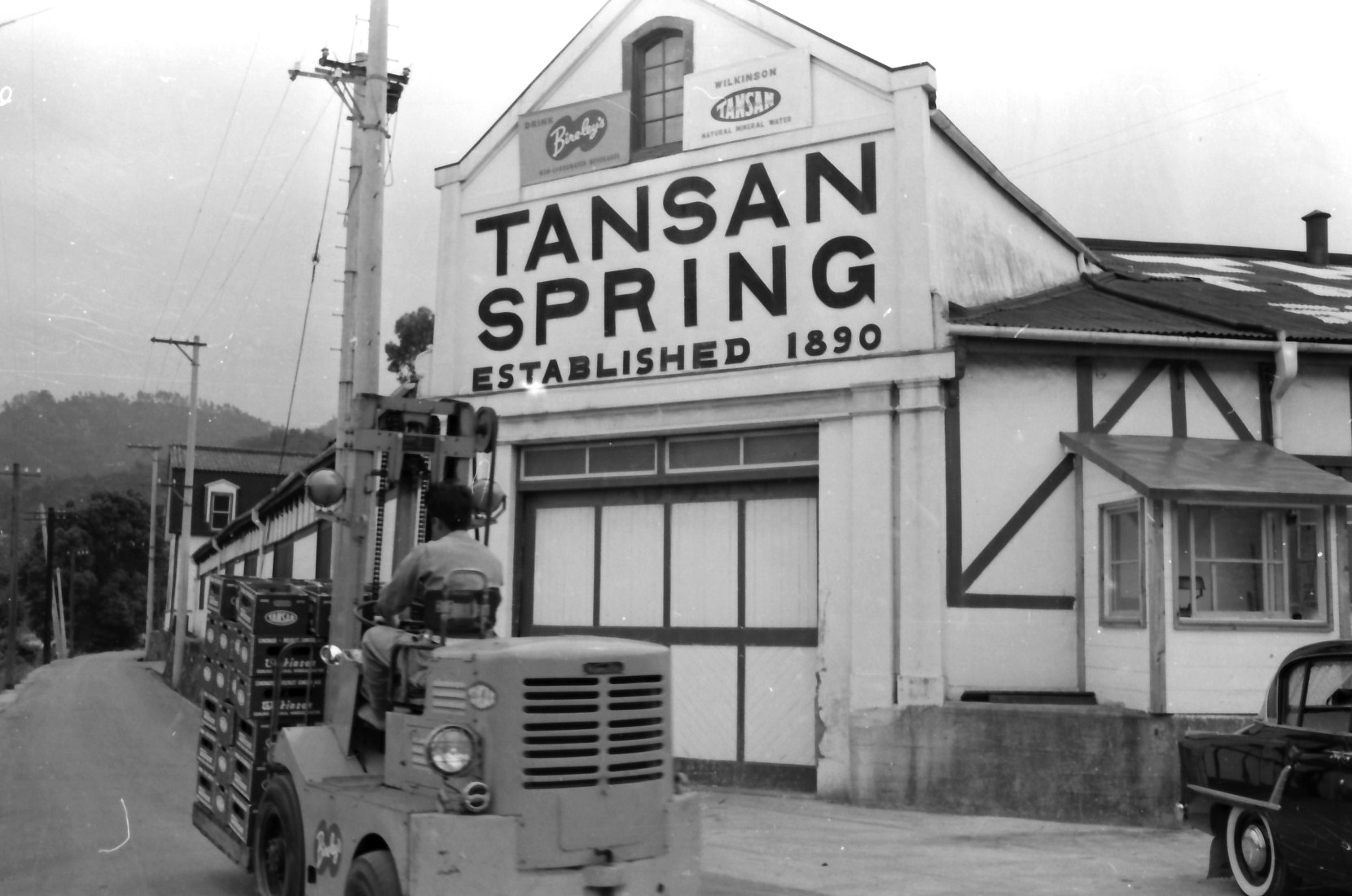
搬出口棟。出典：「にしのみやデジタルアーカイブ」（西宮市）

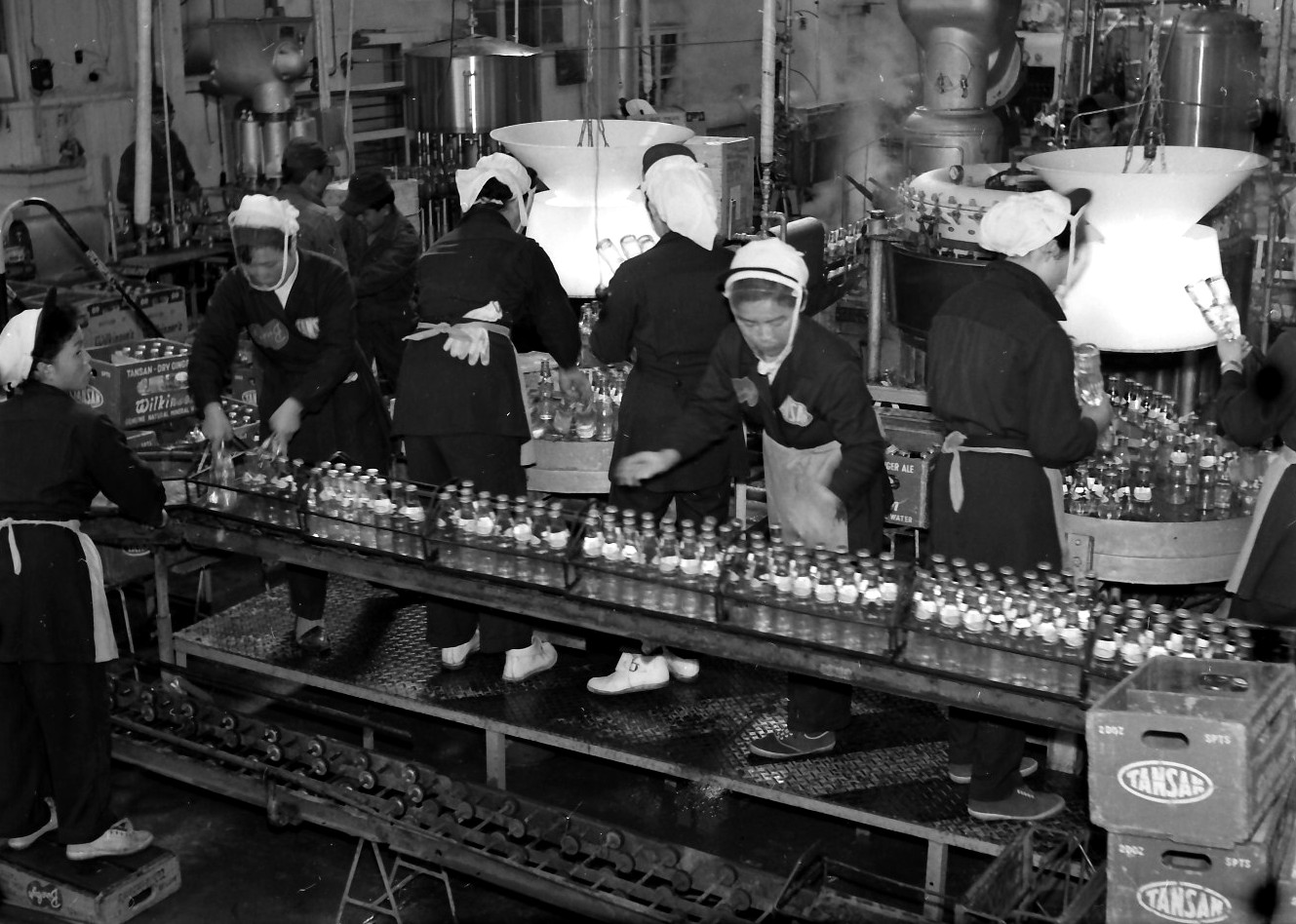
製造ラインの様子（1962年2月）。出典：「にしのみやデジタルアーカイブ」（西宮市）

工場棟の東棟と北棟は鈍角をなして交差しており、またこの2棟はそれぞれ異なる形式の木造トラス構造で設計されている。このため東棟と北棟とをつなぐ搬出口棟の裏手の部分は込み入った構造を呈している。こうしたことから足立は、東棟と北棟がそれぞれ異なる時期に建設されたものとみられるが、いずれかの棟だけを収めた図面や写真が確認されていないため推測の域を出ないとしている。東棟と北棟ともに梁間方向の柱の間隔は488.0センチメートル、桁行き方向のそれは350.0センチメートルであった。
瓶詰め工程が行われていた西側の棟の壁はブロック型の材料が使用されていたものとみられ、外壁の仕上げはモルタル塗りとなっていた。北棟の内部のトラスは、ごみの侵入を防ぐために板材で囲う措置がとられていた。搬出口棟の正面には、創業した年を表す “1890” の数字が記されていた。搬出口の上部には赤色に塗色された無双窓があり、その上には唐破風のような形状をした立ち上がりがあった。ハーフティンバーおよび無双窓は、建設当初から赤色に塗色されていたと考えられている。
工場棟の屋根は、黒色の波型亜鉛めっき鋼板で葺かれていた。外壁は、建設当初は漆喰塗りで施工され、腰から下の部分に腰板が縦に貼られていたが、解体前の調査時にはラスモルタル塗りとなっていた。内壁は木舞下地に漆喰塗りを施工したもので、外壁と同じ仕様の腰板が設けられていた。
東棟と北棟がつくるL字型スペースのうち、南側の部分を瓶苞置き場として、中央部分を製品置き場として使用し、西側の部分に製品試験室があった。瓶苞置き場では、瓶を藁苞に包んでから木箱に収める作業が行われた。製品試験室では、炭酸水が詰められた瓶を水平なところに置き、漏えいがないかについて点検が実施され、漏えいがないものについてはペーパー貼室でラベルの貼り付けが行われた。
明治時代から昭和時代の後期にかけては、消費されて空になった瓶は一般に回収したのち洗浄して再利用されていた。古瓶置き場や新瓶置き場、瓶洗い作業場や瓶苞置き場といった瓶に関する施設の面積が総面積の半分を超えていたことも建築設計上の特徴とされる。川島によると、新瓶置き場である内側の3棟は、建築当初から設計されていたものではなく、1904年（明治37年）から1914年（大正3年）にかけての期間に増築されたとみられる。
瓶洗い作業場の南側に古瓶置き場があり、そのさらに南側にはボイラー室（汽缶場）が設置されていた。瓶を洗い、炭酸水を瓶に詰めるという作業の効率を上げるために、瓶洗い作業場にはレールが敷設され、トロッコが導入されていた。
東棟の南端部には、工場入り口のほか、保税倉庫としての用途に供されていた室およびそれに付属する、税吏控え室としての用途に供されていた小部屋があった。北棟には採光を目的としたガラス張りの越屋根が設けられていた。北棟の南側に所在した瓶洗い用ソーダ溶解室には煙突が設けられていた。
川島は、生瀬の工場の設計および施工を行ったのは、建築家の資格をアメリカ合衆国で取得した下田菊太郎であるとしている。しかし足立は、仮に下田が設計に携わったとしても基本的な設計をした程度であり、詳細な設計までは行っていないであろうとの見方を示している。
16世紀から17世紀にかけてのドイツやオランダなどではダッチ・ゲーブルと呼ばれる、渦巻き状の曲線などをもつ破風がよく採用されたが、宝塚工場建設当時の写真をみると、ダッチ・ゲーブルが工場棟の窓の上部に設けられていたことがわかる。この破風は解体前には確認されていない。ダッチ・ゲーブルは東棟の外壁に10か所、北棟の外壁に1か所設けられていたことが確認されており、とりわけ東棟の東側の外壁に集中している。これについて川島は、電車の乗客のまなざしを意識して装飾を目的として設計したのではないかとの見方を示している。

### 事務所棟
事務所棟の多くの部分は、西洋風の建築技術によって造られていた。屋根はマンサード屋根で、黒色の桟瓦および亜鉛めっき鋼板が葺かれており、上げ下げ式のドーマー窓が設置されていた。1階には事務室と小さな2つの部屋が、2階には2つの部屋があった。
小屋組はトラス構造となっており、真束の上部には棟木が取り付けられていた。基礎は、外周部分がレンガ積みの布基礎となっており、その他の部分は束石の上に束柱を立てたものであった。外壁は建設当初、漆喰を用いた下地の上から木ずり板を貼ったものであったとみられるが、ラスモルタル工法による改修が施されていたことが解体前の調査時に確認された。建物内側は当初、天井モールディングを含め全体的に漆喰で仕上げられ、壁の腰部分に限りペンキで仕上げられていたとみられるが、解体前の調査時には、主要な室は天井に石こうボードが施工されていた。窓の額縁や天井モールディングなどは簡素なデザインのものであった。

### 倉庫
事務所棟の南には、それに付属する形で3つの室をもつ倉庫が設けられていた。それぞれの室の扉には北から1、2、3の番号が記されてあった。いま、これらの室を番号の順に第1倉庫室、第2倉庫室、第3倉庫室と呼ぶことにすると、第2倉庫室および第3倉庫室は当初、仕切りのない1つの室になっており、その室と第1倉庫室には原料が保管されていた。後年になって第1倉庫室には、さまざまな寸法・種類のボルト、ナットなど工場用部品が、第2倉庫室には修理用品や試薬が、第3倉庫室にはウィルキンソン家が過去に使用していた衣服や家具、什器などが保管されるようになった。

### 濾過棟および源泉井戸

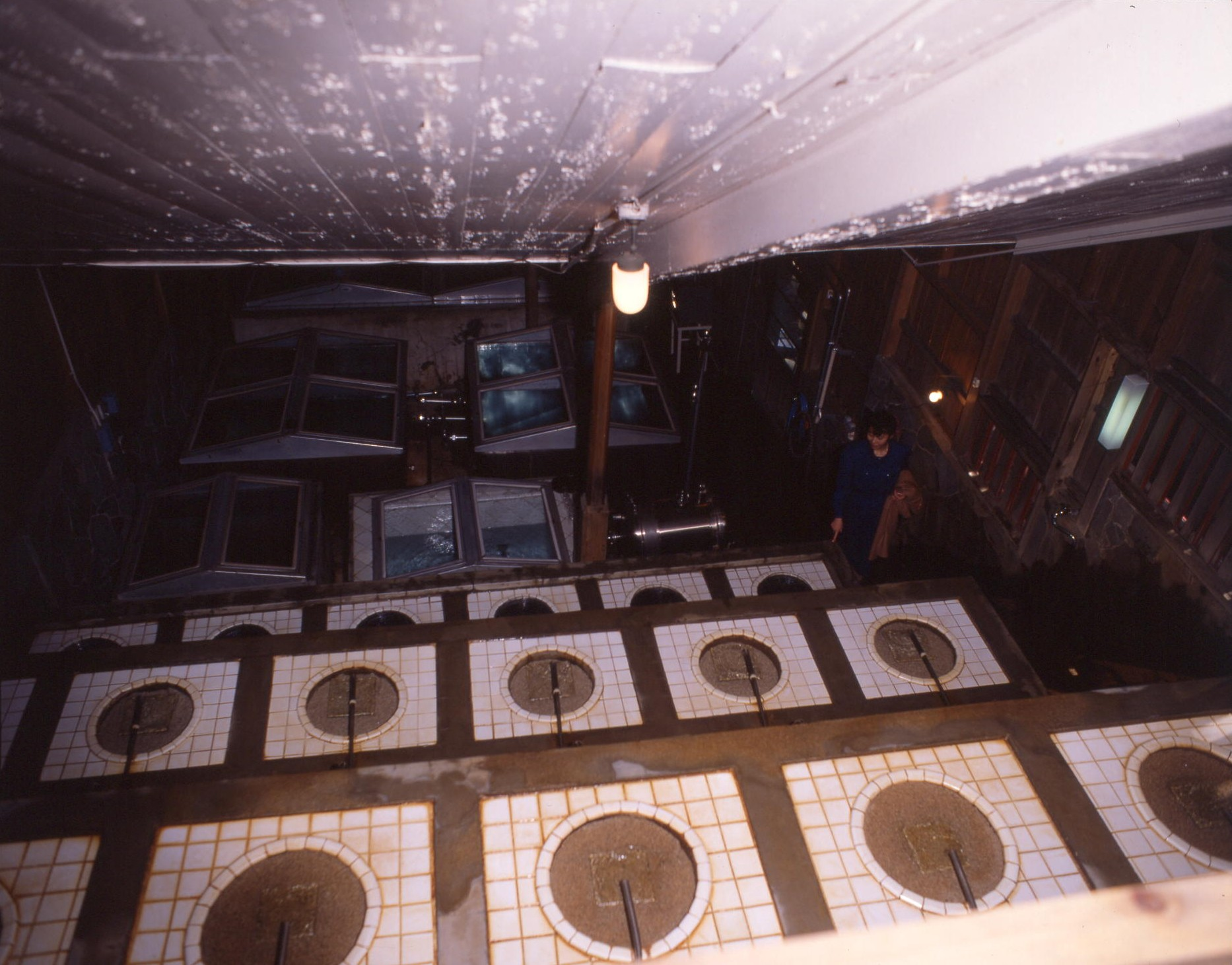
濾過施設。出典：「にしのみやデジタルアーカイブ」（西宮市）

濾過施設の建物としては、濾過棟および源泉井戸がある。紅葉谷工場時代に宝塚温泉場の炭酸源泉では間に合わず、生瀬で新しい源泉を発見し、そこから紅葉谷工場へ炭酸水を輸送し、瓶詰めしていたとの説がある。このため宝塚工場の濾過施設については、明治20年代に建設された可能性が高いとみられる。
工場西側の段丘の上に位置する源泉井戸から湧き出た炭酸水は重力落下式の源泉濾過室に流れ、ガラスや銀で造られたパイプを通して調合室へと送られた。この濾過施設は、板でできた壁を赤色で塗装し、上屋が設備されていたほか、立ち上がり部分は鉄平石の乱貼りで施工されていた。この鉄平石は、昭和時代の末ごろに貼られたものである。
井戸は天然石で築いたもので、深度は9メートル、口径は60センチメートルであった。井戸の上部には、雨水の浸入を防ぐことを目的とした小屋が架設されていた。井戸の底より湧出した炭酸水を濾過棟の上部まで導いて貯留したのち、砂を用いた濾過槽を通過させて酸化鉄などの不純物を取り除いた。槽内の砂は数日ごとに交換する必要があったため、濾過棟の近傍には砂洗い場が設けられていた。
工場解体前の濾過施設を、工場建設当時に撮影されたと考えられている濾過施設の写真と比較すると、下方に若干増築されたことがわかった。濾過施設の白色のタイルを貼り替えるなどの改修工事も実施された。しかしながら濾過に関する基本的な仕組みは変更されておらず、足立はこの濾過施設について「貴重な産業遺構であった」との評価を行っている。

### 技師住宅
工場南側の丘の上に建っていた技師住宅は、神戸市北野町に建っている異人館とほぼ同じ植民地様式で造られた2階建ての洋館である。壁は下見板張りであって屋根は和風小屋組みで桟瓦葺き、ベランダや煙突、鎧戸が設けられている。この建物は、もともと紅葉谷に所在していたタンサンホテルの新棟を移築したものであることが明らかになっており、この移築工事は1923年（大正12年）に実施されたと考えられている。
川島は、建築当初は技師が居住する用途に供されていたが、後年になってウィルキンソンが住んでいたのではないかとの見方を示している。それぞれの部屋に設けられたマントルピースなどは移築に際して新規に造られた。改修工事が行われており、解体前の調査時には壁はラスモルタル塗りとなっており、ベランダには建具が設けられていた。住宅に付属する形で設けられた、日本的な形式をもつ棟は、使用人部屋として用いられていた。

### コテージ
コテージはバンガロー様式の建物で、周囲の3方向の面にベランダが設けられている。階数は1階建てである。濾過棟の脇に設けられた階段をあがった先にあり、ウィルキンソン家が別荘のような用途で使用していたとされる。建設年代は明治時代の後期以降とみられている。高層マンションの開発用地から外れていたため、取り壊しを免れた。
小屋組みは和風小屋組みである。建物内部は、中央に長細い形状をした玄関ホールが配されており、その左右に部屋が3室または2室設けられている。部屋にはそれぞれ暖炉が設置されており、植物模様の浮彫りが施されたマントルピースの部分のタイルは赤色や青色、緑色のものが使用されている。腰壁には、ニスを塗って仕上げた杉板が用いられている。屋根は、建設当初は石綿スレート菱葺きであったが、解体前の調査時にはアスファルトシングル葺きとなっていた。小屋組みやベランダのほか、浴室などには改修が加えられている。

## 創業者
ジョン・クリフォード・ウィルキンソン（英: John Clifford Wilkinson、1852年7月15日 - 1923年）は、イギリスの実業家。イングランド、ヨークシャー地方の都市リーズで生まれ、オーストラリアを経て、1878年（明治11年）ごろに神戸に来航したのち、神戸外国人居留地の29番に所在したE・H・ハンター商会 (E. H. Hunter & Co.) に雇用された。1884年（明治17年）には、京都市上京区生まれの中川くまと結婚し、1890年（明治23年）に長女のエセルを、1893年（明治26年）に次女のフィリスをもうけている。1923年（大正12年）、フランス南東部の観光地、コート・ダジュールを旅行中にマントンで死去した。

## 評価
神戸大学建築史研究室は1994年（平成6年）に工場の緊急調査を実施した後、敷地内の建物は保存する意義のある貴重な産業遺産であるとの旨の報告を行った。川島は、1995年（平成7年）に醸界通信社発行の雑誌『醸界春秋』に掲載された「ウィルキンソンの炭酸工場」の中で、宝塚工場について「生瀬のランドマークとなっている」と評価している。
1975年（昭和50年）に中外書房より刊行された『阪神再見』には、長い期間にわたって工場長を務めた戸田寅吉による次のような評価が掲載されている。
内部の機械設備を3回更新しただけ。外面のペンキを、2、3年に一度塗り替えるぐらいで、建物はビクともしていない。屋根のトタンだって、大半が建築当初のものです。さすがに、英国人は重厚なものをつくったもんだ、と感心させられます—「ウヰルキンソンの工場 - 創立者の精神いまも」、『阪神再見』、1975年11月